# Richard Gabriel Requelme
Richard Gabriel Requelme (Salto, Uruguay, 6 de septiembre de 1980) es un futbolista uruguayo que se desempeña como mediocampista en Salto Uruguay Fútbol Club.

## Clubes
| Club                     | País       | Año             |
| ------------------------ | ---------- | --------------- |
| Cerrito                  | Uruguay    | 2002 - 2004     |
| Delfín Sporting Club     | Ecuador    | 2005            |
| Cerrito                  | Uruguay    | 2005 - 2006     |
| Central Español          | Uruguay    | 2007            |
| Cerro                    | Uruguay    | 2007 - 2008     |
| Rampla Juniors           | Uruguay    | 2009            |
| FK Standard Sumgayit     | Azerbaiyán | 2009 - 2010     |
| Monagas                  | Venezuela  | 2010            |
| Boston River             | Uruguay    | 2010 - 2011     |
| Deportivo Maldonado      | Uruguay    | 2011 - 2012     |
| Juventud                 | Argentina  | 2012 - 2013     |
| Sportivo Las Parejas     | Argentina  | 2013            |
| Ferro Carril Fútbol Club | Uruguay    | 2014 - presente |

- Datos: Q6108629